# Ibrahim el-Gammal
Ibrahim el-Gammal (in arabo ابراهيم الجمال‎?; Kafr el-Sheikh, 23 marzo 1988) è un cestista egiziano.

## Carriera
Con l'Egitto ha disputato i Campionati mondiali del 2014 e cinque edizioni dei Campionati africani (2007, 2011, 2013, 2015, 2017).